# 伊東祐兵
伊東祐兵（日语：／ Itō Suketaka，1559年2月22日—1600年11月16日）為伊東氏第12代當主，日向國飫肥藩的初代藩主。在「南家伊東氏藤原姓系圖（通稱「伊東氏大系圖」）」、「伊東氏系圖」中被稱作伊東氏中興之祖。

## 生平
永禄2年（1559年）誕生，為伊東義祐的三男。永祿11年（1568年）擔任飫肥城城主，不斷與島津氏作戰。但是天正5年（1577年）、福永祐友、米良矩重等人遭島津氏策反，在島津軍節節進逼下，伊東義祐決定放棄大本營佐土原城。祐兵和父親同行，從米良山中經高千穗逃往豐後國，投靠姻親大友宗麟。
大友宗麟為了義祐及其孫義賢，而且自己也有著奪下日向國建設成天主教聖地的大願，因而發兵攻擊日向國。大友氏在耳川之戰遭到島津氏大敗後，因為擔心遭到遷怒，祐兵留下和大友氏有血緣關係的義賢和祐勝、和父親連同河崎祐長權助父子等20餘人偷偷從豐後國逃離，前往伊予國投靠河野氏。可是一行人在此也不能過著滿足的生活，河崎祐長甚至以造酒營生。
之後，在播磨國姬路城得羽柴秀吉的黃母衣眾中的伊東掃部助（可能是相同遠祖的伊東長實）之助，成為秀吉的家臣。天正10年（1582年）、祐兵因在山崎之戰中的活躍表現，得秀吉賞賜俱利伽羅龍槍及河內國500石領地。天正15年（1587年）九州征伐時，再因擔任嚮導的功績獲得舊領清武城、曾井城、飫肥城共2萬8000石俸祿而重回大名之位。此後也參與朝鮮之戰，返國後，飫肥的石高也一口氣上升到3萬6000石。
慶長5年（1600年）關原之戰，祐兵正在大坂。但是臥病在床的他並不出戰，而秘密將嫡男‧伊東祐慶送回領地整頓軍備，接著經由黑田孝高密通德川家康。家老稻津重政與山田匡得一同率兵攻下高橋元種的屬城宮崎城，直到元種歸順東軍後，才將城歸還。此舉讓他被視為東軍的一方，也在戰後保全了領地。同年，因病去世，享年41歲。